# Hail to the Chief
"Hail to the Chief" (em português: Salve o Chefe) é uma peça originalmente sobre um barco na Escócia, mas hoje é mais conhecida como o hino pessoal do presidente dos Estados Unidos, adaptada por James Sanderson a partir de uma melodia original em gaélico escocês.
A execução da música acompanha a aparição do presidente dos Estados Unidos em muitos eventos públicos; também é tocada em cerimônias de posse. Em ocasiões oficiais importantes, são geralmente a Banda da Marinha dos Estados Unidos e outros conjuntos militares que realizam a performance, sendo que, desde 1954, as diretrizes do Departamento de Defesa dos Estados Unidos têm sido a principal base para conceder-lhe status oficial. Quando tocada para o presidente, é precedida por quatro ruffles and flourishes (uma sequência musical cerimonial). A música também é tocada durante o funeral de Estado de um ex-presidente, após o caixão ser removido do carro fúnebre. Como se originou no século XIX, a música está em domínio público devido à sua idade.

## História
Versos do poema narrativo The Lady of the Lake (1810), de Sir Walter Scott, incluindo "The Boat Song" ("Hail to the Chief"), em que o clã saúda a chegada de seu chefe Roderick Dhu, foram musicados por James Sanderson (c. 1769 – c. 1841) por volta de 1812. Sanderson, um violinista autodidata inglês e maestro do Surrey Theatre em Londres, compôs várias canções para produções teatrais locais no final do século XVIII e início do XIX. O poema inclui os versos:
Hail to the Chief who in triumph advances!
Honored and blessed be the ever-green Pine!— The Lady of the Lake, 1810 (em inglês)
A obra de Scott inspirou rapidamente peças românticas não autorizadas. Em 1810, ele soube que The Lady of the Lake estava sendo adaptada para o teatro em Londres e Edimburgo. Na mesma época, um amigo militar enviou-lhe a melodia de "Hail to the Chief".
A música foi publicada nos EUA em 1812, em Nova Iorque e Filadélfia, como parte da peça 'March and Chorus in the Dramatic Romance of the Lady of the Lake'. Ela se tornou popular, com várias paródias sendo feitas. Sua associação com a presidência começou em 1815, sendo tocada para homenagear George Washington e o fim da Guerra de 1812. Foi usada no evento de inauguração do Canal Chesapeake e Ohio, em 1828, com a presença de John Quincy Adams, e tornou-se o tema oficial para presidentes vivos com Andrew Jackson em 1829. Julia Tyler, esposa de John Tyler, institucionalizou seu uso, e Sarah Polk o reforçou para destacar a entrada de James Polk em eventos públicos.
Durante a Guerra Civil Americana (1861–1865), a música também foi usada para o presidente confederado Jefferson Davis. Chester A. Arthur tentou substituí-la por outra composição de John Philip Sousa, mas, após sua saída, "Hail to the Chief" voltou a ser usada. Em 1954, o Departamento de Defesa dos EUA oficializou a peça como homenagem ao presidente.
Outros momentos marcantes incluem seu uso em paródias e referências culturais, como a música "Fortunate Son" do Creedence Clearwater Revival (1969) e adaptações de Stephen Sondheim no musical Assassins (1990). Durante a presidência de Jimmy Carter, ele chegou a banir a música, mas reverteu a decisão devido à impopularidade pública.